# Gruppo d’Ambin
Gruppo d’Ambin (fr. Groupe d’Ambin) – masyw alpejski położony wzdłuż granicy między Francją i Włochami. Należy do Mont Cenis w Alpach Kotyjskich.

## Położenie
Masyw Gruppo d’Ambin znajduje się między włoską Val di Susa i francuskim Maurienne. Na północnym wschodzie graniczy z Mont-Cenis, a na zachodzie z Colle d'Etiache.
Pod masywem przebiegać ma planowana linia kolei dużych prędkości Turyn-Lyon.

## Podział administracyjny
Administracyjnie zasięg dzieli się na włoską prowincję Turyn (południowe stoki) i francuską Sabaudię (północne zbocza).

## Szczyty godne uwagi

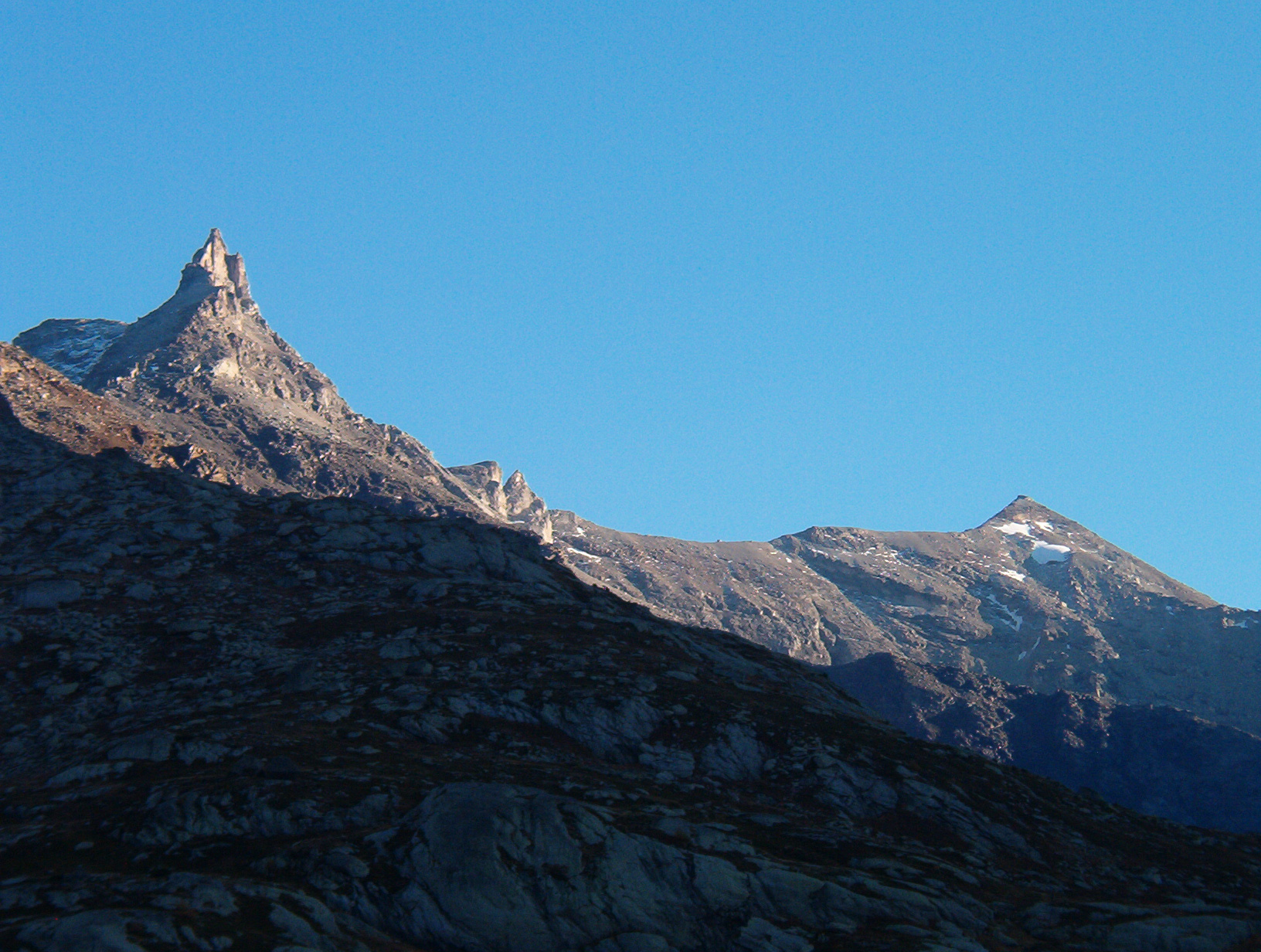
Rocca d’Ambin (po prawej) i Denti d’Ambin (po lewej)

| Szczyt                     | metry | Szczyt              | metry |
| -------------------------- | ----- | ------------------- | ----- |
| Punta Sommeiller           | 3,333 | Rognosa d'Etiache   | 3,382 |
| Rocca d’Ambin              | 3,378 | Dents d’Ambin       | 3,372 |
| Monte Niblè                | 3,365 | Punta Ferrand       | 3,348 |
| Mont Giusalet              | 3,313 | Cima del Vallonetto | 3,217 |
| Signal du Petit Mont-Cenis | 3,162 | Punta Galambra      | 3,122 |
| Gros Peyron                | 3,047 | Monte Seguret       | 2,962 |
| Mont Malamot               | 2,917 | Monte Jafferau      | 2,805 |
| La Pointe du Notaire       | 3,269 | Le Petit Vallon     | 3,236 |
| Pointe de Bellecombe       | 2,755 | Mont Froid          | 2,822 |

## Schroniska górskie

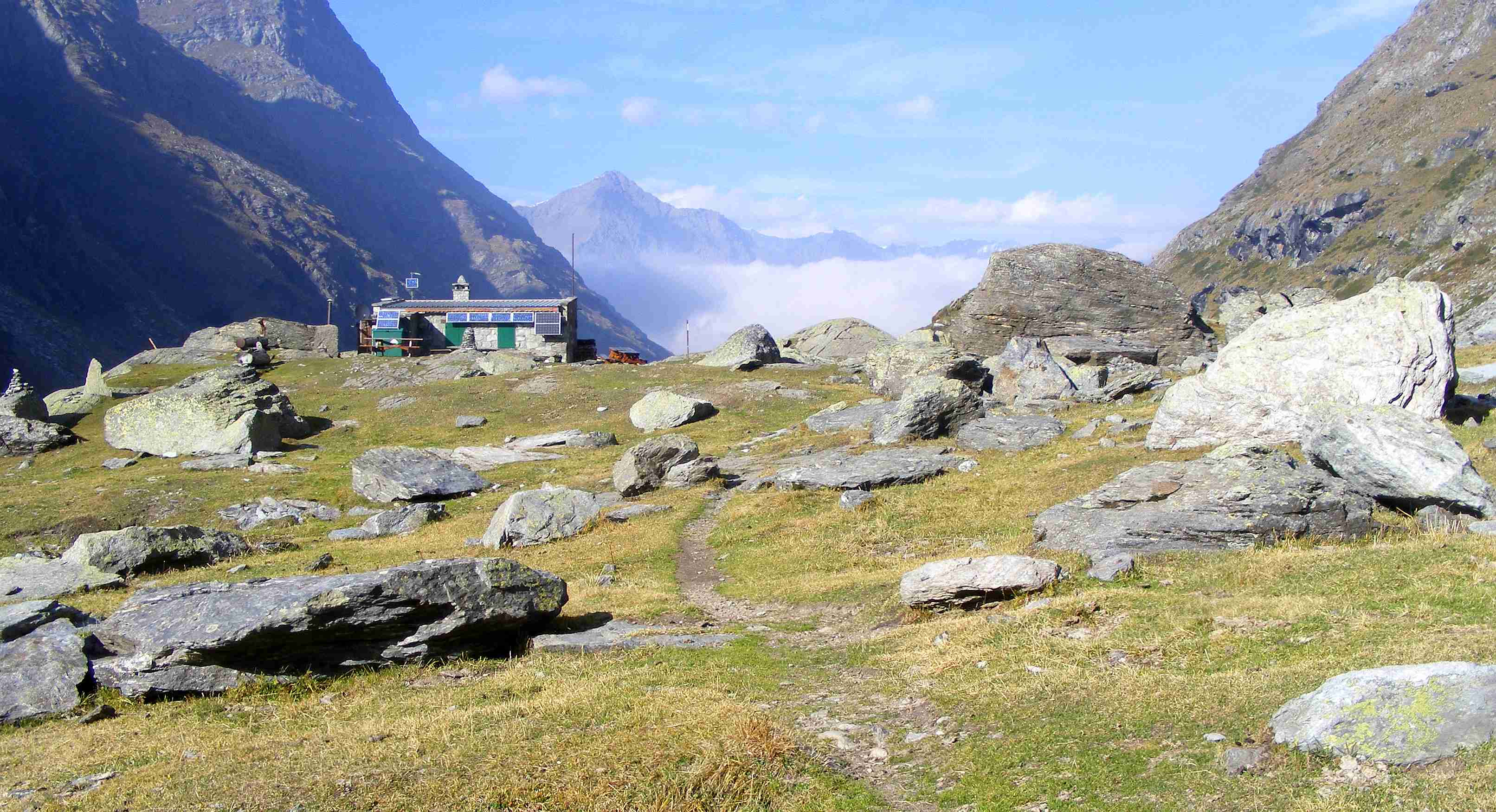
Refuge d’Ambin

- Rifugio Levi Molinari (1,850 m - Exilles)
- Refuge de Bramanette (2,080 m - Bramans)
- Refuge du Petit Mont-Cenis (2,110 m - Bramans)
- Rifugio Scarfiotti (2,165 m - Bardonecchia)
- Refuge d’Ambin (2,270 m - Bramans)
- Rifugio Avanzà (2,578 m - Venaus)
- Rifugio Piero Vacca (2,670 m - Venaus)
- Rifugio Luigi Vaccarone (2,747 m - Giaglione)
- Bivacco Sigot (2,921 m - Exilles)
- Bivacco Walter Blais (2,925 m - Exilles)

## Biografia
- Aruga, Roberto; Pietro Losana; Alberto Re (1985). Alpi Cozie settentrionali. Guida ai monti d’Italia. (wł.)

## Kartografia
- Mapa Włoch
- Mapa Francji
- Centralny Instytut Geograficzny, mapa ścieżek i schronów; skala 1: 50.000, numer 1 Doliny Susa Chisone i Germanasca oraz skala 1: 25.000, numer 104 Bardonecchia Mount Thabor Sauze d'Oulx (wł.)